# Bent Falkenstjerne
Bent Falkenstjerne (ur. 31 sierpnia 1884 w Kopenhadze, zm. 12 lutego 1964 w Kopenhadze) – duński prawnik, urzędnik konsularny i dyplomata.

## Życiorys
Syn Frederika Ferdinanda Falkenstjerne, parlamentarzysty i kier. szkoły średniej, oraz Henriette Juliane Fritz. Absolwent gimnazjum Schneekloths Skole w Kopenhadze (1902) i studiów prawniczych (1909). Wstąpił do duńskiej służby zagranicznej, pełniąc szereg funkcji, m.in. urzędnika ambasady w Paryżu (1911-1912), konsula w Chicago (1915), chargé d’affaires w Reykjavíku (1920), konsula generalnego w Gdańsku (1921), radcy w Sztokholmie (1922-1924) i Berlinie (1924-1927), urzędnika Ministerstwa Spraw Zagranicznych (1927), szefa Biura Administracyjnego MSZ (1930) i szefa Departamentu Polityczno-Prawnego MSZ (1934), posła w Brukseli i Luksemburgu (1940), szefa dep. MSZ (1941), ponownie posła w Brukseli i Luksemburgu (1946-1954).
Pochowany na cmentarzu parkowym Solbjerg (Solbjerg Parkkirkegård, Solbjerg Park Cemetery) w Frederiksberg w aglomeracji Kopenhagi. 